# Albina Grčić
Albina Grčić, född 6 februari 1999 i Split i Kroatien, känd under mononymen Albina, är en kroatisk sångerska. Hennes sångkarriär inleddes år 2019 sedan hon deltagit i den nationella musiktävlingen The Voice Hrvatska. Den 13 februari 2021 vann hon den kroatiska nationella musiktävlingen Dora och kom därmed att representera Kroatien med låten Tick-Tock vid Eurovision Song Contest 2021 i nederländska Rotterdam.

## Diskografi
- Imuna na strah (2020)
- Tick-Tock (2021)